# Playing with Fire (песня Blackpink)
«Playing with Fire» (кор. 불장난, ром: Buljangnan; с англ. — «Игра с огнём») — песня, записанная южнокорейской гёрл-группой Blackpink. Она была выпущена 1 ноября 2016 года вместе с «Stay» в виде цифрового сингла Square Two от YG Entertainment. Песня была написана Тедди Паком и R.Tee

## Предыстория и композиция
В октябре 2016 года был опубликован тизер Дженни, а также название одного из заглавных треков «Playing With Fire», за которым на следующий день последовали тизеры Лизы, Розэ и Джису. 31 октября был выпущен закулисный видеоклип на «Playing With Fire».

## Продвижение
Группа вернулась с обеими песнями 6 ноября на SBS Inkigayo и на M Countdown 10 ноября 2016 года. Они получили две победы в музыкальном шоу за «Playing with Fire».

## Творческая группа
| - Джису — ведущая вокалистка - Дженни — основной рэпер, вокалистка - Розэ — основная вокалистка, ведущий танцор - Лиса — основной танцор, ведущий рэпер, саб-вокалистка | - Тедди Пак — автор текста, композитор - R. Tee — композитор |

## Музыкальное видео
Музыкальный клип «Playing with Fire» был снят Со Хён Сыном, который ранее работал с группой и был режиссёром видеоклипа «Boombayah». Он был выпущен на официальном канале Blackpink на YouTube в полночь 1 ноября 2016 по корейскому времени. По состоянию на 2 июля 2020 года видео набрало более 520 миллионов просмотров.
4 ноября 2016 года Blackpink также выпустили на своем официальном канале YouTube танцевальное видео для «Playing With Fire». Его поставил Кайл Ханагами, который работал с ними над «Boombayah».

## Коммерческие выступления
«Playing with Fire» дебютировал на 3-м месте в южнокорейском чарте Gaon Digital Chart с 203 263 загрузками (заняв 2-е место в чарте цифровых загрузок) и с 3 825 893 потоками, дебютировав на 4-м месте в чарте потоковой передачи компонентов. На следующей неделе он упал до 4-го места, а на третьей неделе снова достиг 3-го. По состоянию на сентябрь 2018 года было продано более 2 500 000 цифровых загрузок в стране.
Песня также дебютировала под номером один в чарте Billboard World Digital Songs, с продажами более 2000 копий в США за первую неделю. Трек стал их вторым чарттоппером в этом хит-параде цифровых продаж. «Playing with Fire» также вошел в Canadian Hot 100 под номером 92, сделав Blackpink первой южнокорейской женской группой и только пятым южнокорейским коллективом (после Psy, EXO, CL и BTS), вошедшим в канадский чарт.

## Чарты
| Чарт (2016)                           | Высшая позиция |
| ------------------------------------- | -------------- |
| Канада (Billboard Canadian Hot 100)   | 92             |
| Япония (Billboard Japan Hot 100)      | 81             |
| Республика Корея (Gaon Digital Chart) | 3              |
| США (World Digital Songs, Billboard)  | 1              |

### Ежемесячный чарт
| Чарт (2016)                           | Высшая позиция |
| ------------------------------------- | -------------- |
| Республика Корея (Gaon Digital Chart) | 3              |

### Годовые чарты
| Чарт (2016)                           | Высшая позиция |
| ------------------------------------- | -------------- |
| Республика Корея (Gaon Digital Chart) | 71             |
| Чарт (2017)                           | Высшая позиция |
| Республика Корея (Gaon Digital Chart) | 32             |

## Награды
| Год  | Премия                  | Награда             | Итог   | Прим.  |
| ---- | ----------------------- | ------------------- | ------ | ------ |
| 2017 | Gaon Chart Music Awards | Песня года — ноябрь | Победа | [ 12 ] |

### Музыкальные программы
| Программа      | Дата           | Ссылки |
| -------------- | -------------- | ------ |
| Inkigayo (SBS) | 27 ноября 2016 | [ 13 ] |
| Inkigayo (SBS) | 4 декабря 2016 | [ 14 ] |

## Комментарии
1. ↑  Некоторые реперы могут также занимать позицию саб-вокалиста. Это означает, что они также исполняют вокальные партии, но реже, чем остальные участники группы.